# Bakélite

Échantillons de Bakélite Jewel couleurs de qualité (1924).

Structure de la Bakélite.

La Bakélite, développée entre 1907 et 1909 par le chimiste belge Leo Baekeland (d'où son nom), fut le premier plastique fait de polymères synthétiques du benzène sous solvants. Techniquement ce matériau a pour nomenclature chimique officielle anhydrure de polyoxybenzylméthylèneglycol, il appartient à la classe des phénoplastes, et son nom est une marque commerciale qui le désigne par antonomase.
La Bakélite a été utilisée dans la première moitié du XXe siècle pour ses propriétés isolantes, thermorésistantes et esthétiques pour fabriquer en masse toutes sortes d'objets techniques, banals de la vie quotidienne (boitiers de téléphone et de radio, ustensiles de cuisine, prises et interrupteurs électriques, peignes, etc.), et même de luxe. Elle a maintenant été supplantée par d'autres matières, et de symbole « moderne » à son époque elle est passée à un caractère « rétro » aujourd'hui. Certains collectionnent les objets en Bakélite, du fait de l'histoire de cette matière et de sa présence importante dans beaucoup d'objets Art déco.
La marque « Bakélite » appartient à la société allemande Hexion (Duisbourg).

## Synthèse
La Bakélite est formée lors de la réaction chimique (polycondensation) entre le phénol et le formaldéhyde (méthanal) sous pression et température élevées (en général avec un agent de remplissage comme de la poudre de bois). La Bakélite est issue d'une polymérisation qui produit de l'eau et de la chaleur.

## Historique

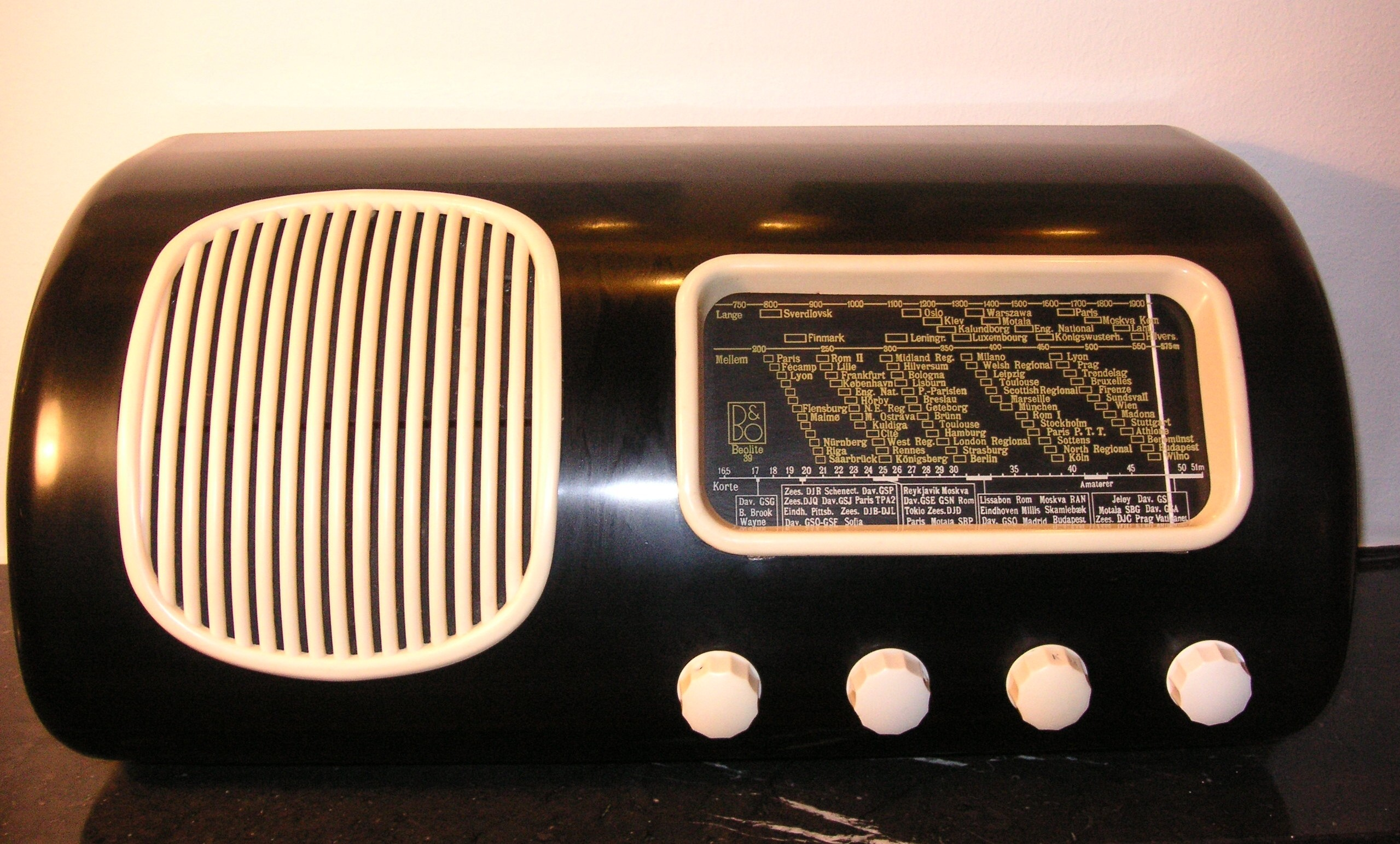
Poste de radio en Bakélite.

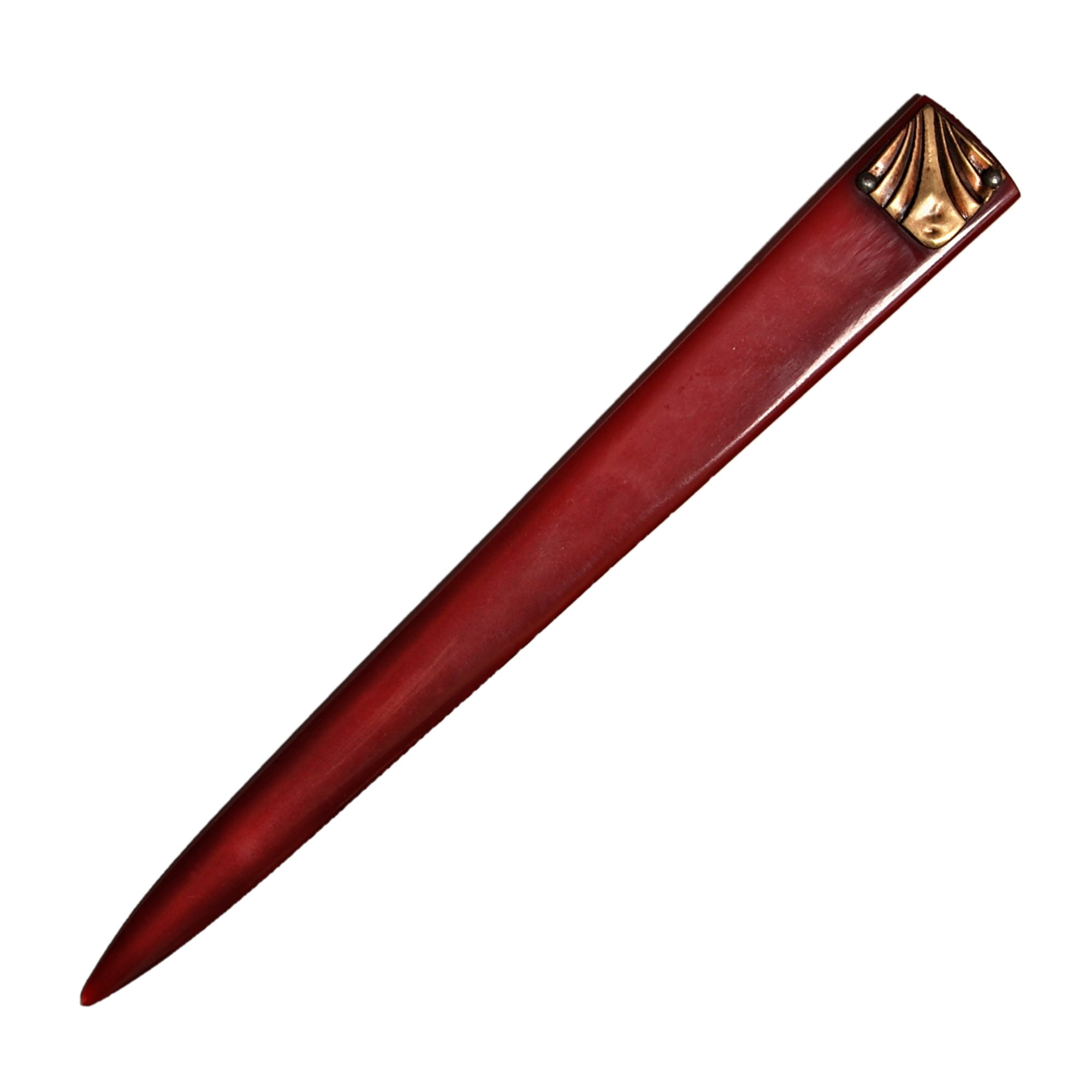
Ouvre-lettres en Bakélite (vers 1920).

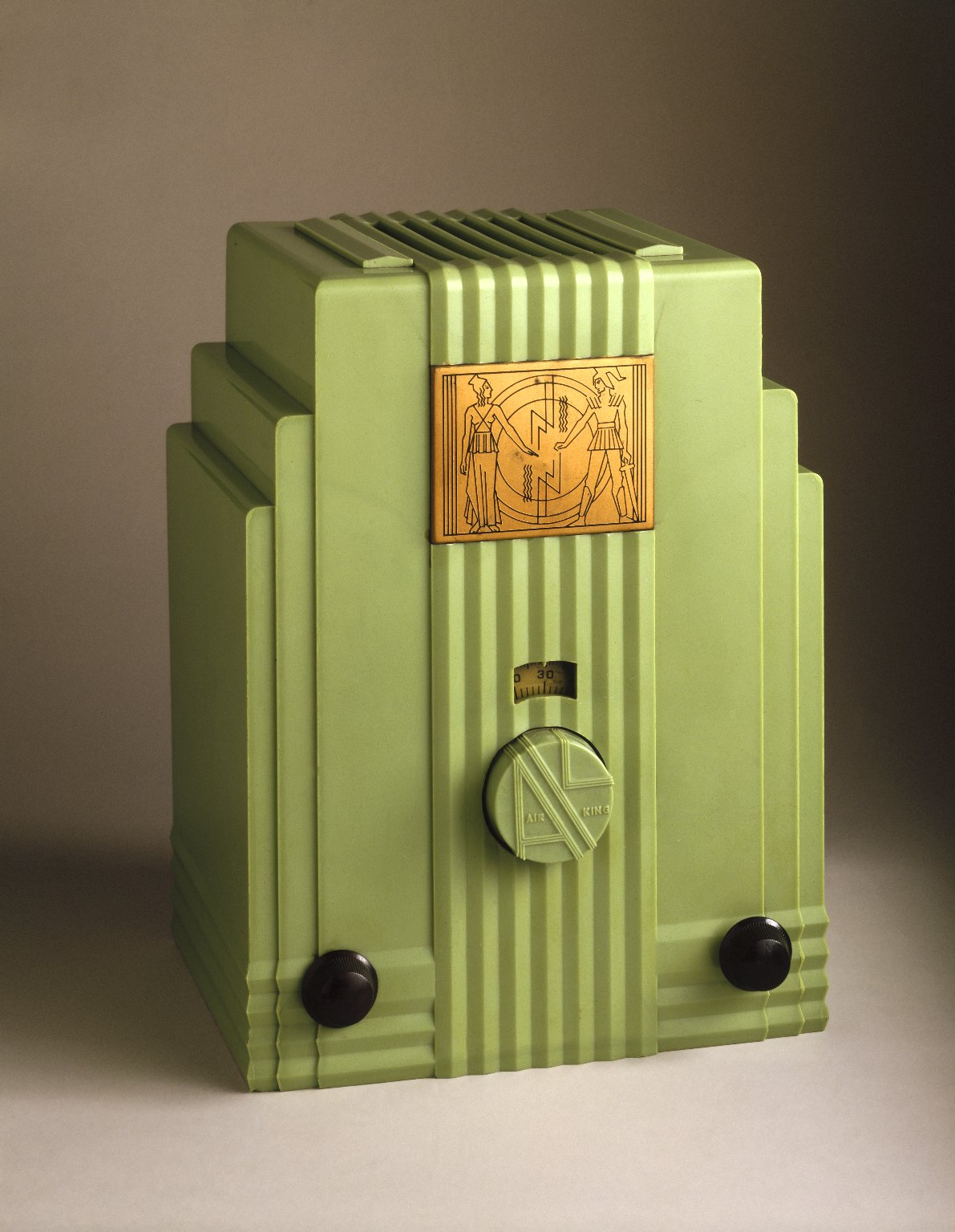
Boitier de poste radio en « Plaskon ».

Enrichi par la vente d'un brevet pour du papier photographique et ainsi libre de faire les recherches de son choix, Leo Baekeland s'interesse ensuite à la recherche d'un produit susceptible de remplacer la porcelaine dans les applications électriques alors en plein boom. Le produit chimique qui deviendra la bakélite n'est pas son invention, mais il développe un procédé permettant d'industrialiser son usage pour la fabrication d'objets moulés, et obtient un brevet le 7 décembre 1909.
En 1910 furent fondées Bakeland GmbH 'en Allemagne  et General Bakelite Company aux USA.
La Bakelite Corporation a été créée en 1922 par la fusion de trois compagnies : la Baekeland's General Bakelite Company, la Condensite Company et la Redmanol Chemical Products Company.
La Bakelite Limited elle-même a été créée en 1926 par la fusion de trois fabricants de résines phénol-formaldéhyde : la Damard Lacquer Company Limited de Birmingham, la Mouldensite Limited de Darley Dale et la Redmanol Chemical Products Company of London. Aux environs de 1928, une nouvelle usine a ouvert ses portes à Tyseley, Birmingham. Elle fut démolie en 1998. La compagnie a été acquise par Union Carbide and Carbon Corp. en 1938.
En France, une usine « La Bakélite » a été construite à Bezons, rue Jean-Carasso, dans les années 1930. Située dans la zone industrielle ouest, elle a fermé ses portes en 1990.
De teinte initiale entre brun et noir, la Bakélite fut utilisée de façon courante de 1920 jusqu'en 1950 (elle était alors colorée), pour ses propriétés isolantes et thermorésistantes pour fabriquer des boîtiers et utilisée comme isolant électrique.
La Bakélite a d'abord été utilisée dans l'industrie allemande dans l'encadrement de « l'industrie de guerre » du Reich. Aux États-Unis, elle a été utilisée dans le cadre industriel de la société de « la modernité scientifique profitable ».
La « Bakélite » fournie put avoir plusieurs noms après l'expiration du brevet : « Kataline », « Mélamine », « Plaskon ».
À partir de 1950, les nouveaux plastiques de couleurs vives la remplacèrent dans les objets banals et elle n'a plus qu'un rôle technique de liant (disque abrasif…).

## Composés phénoliques en feuille
Une feuille de composés phénoliques est un matériau dur, dense, fabriqué par application de chaleur et de pression sur des couches de papier, d'intissé ou de tissu imprégnés de résine synthétique. Ces couches de laminé sont habituellement en cellulose, tissus de coton, fibres synthétiques, ou fibres de verre. La chaleur et la pression (dans un moule) provoquent la polymérisation de la résine thermodurcissable et transforme les couches en un plastique industriel de la forme désirée.
Le composé phénolique commercialisé sous le nom de Bakélite breveté jusqu'en 1927 est fabriqué en des dizaines de qualités commerciales, adaptées à diverses exigences :
- Paper reinforced NEMA XX per MIL-I-24768 PBG[3] : (renforcé de papier) : usages électriques normaux, résistance mécanique moyenne, supporte des températures jusqu'à 120 °C environ.
- Canvas reinforced NEMA C per MIL-I-24768 TYPE FBM NEMA CE per MIL-I-24768 TYPE FBG (renforcé de toile grossière) : bonne résistance mécanique ainsi qu'à l'impact, supporte des températures jusqu'à 120 °C.
- Linen reinforced NEMA L per MIL-I-24768 TYPE FBI NEMA LE per MIL-I-24768 TYPE FEI (renforcé de toile de lin) : grande isolation électrique et résistance mécanique. Recommandé pour les pièces complexes très résistantes. Supporte des températures jusqu'à 120 °C.
- Nylon reinforced NEMA N-1 per MIL-I-24768 TYPE NPG (renforcé de nylon) : excellentes qualités électriques en milieu humide. Résistant à la moisissure. Supporte des températures jusqu'à 70 °C environ.

## Utilisation

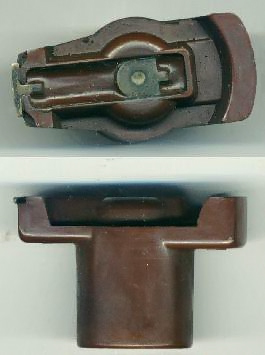
Un rotor de distributeur d'allumage d'un moteur à essence en Bakélite.

De façon pratique, la Bakélite a été utilisée dans le second-œuvre des constructions dans les prises, interrupteurs et gaines de fils électriques, et des peintures-laques. Elle a été utilisée dans des objets meublants architecturaux tels que des guéridons, des ventilateurs, des horloges et des ustensiles pratiques (radio, téléphone, cendrier, porte-stylo).
La Bakélite a été de même utilisée pour divers ustensiles de cuisine et de ménage (plateaux, moulins à café, aspirateurs).
Dans l'industrie, la Bakélite a été la matière de base transformée pour des pièces automobiles (volants, manettes, allumage des bougies, plaques de frein), pour des pièces de l'aéronautique (pales d'hélice), des ustensiles d'usage banal (stylo, lampe-torche, appareil photo, écouteur) et pour faire des bijoux ainsi que des jouets.
Les composés phénoliques sont rarement utilisés aujourd'hui en raison de leur coût et de leur complexité de production, ainsi que de leur nature cassante. Cependant, une exception notable à ce déclin généralisé est leur présence dans des composants de précision où leurs propriétés sont requises, comme les cylindres moulés de disques de frein, les manches de poêles, les prises et interrupteurs de courant, ainsi que des pièces de fer à repasser électriques. Aujourd'hui, la Bakélite est commercialisée sous différentes appellations commerciales tel « Micarta ». Le Micarta est fabriqué en feuilles, barres et tubes pour des centaines d'utilisations industrielles en électronique, production d'électricité ainsi qu'en aérospatiale.
- La Bakélite a été utilisée en remplacement du bois, dans des usages civils (par exemple la première guitare électrique à corps plein, la « poêle à frire » Rickenbacker) ou militaires (les plaques de couche des baïonnettes de Mauser K98, la crosse du pistolet mitrailleur MP38 — première arme individuelle exempte de bois —, etc.).
- Ou en complément du bois, en replacement du métal, comme composant de fabrication du « Duraloïd », un contreplaqué, utilisé pour la fabrication du Bennett BTC-1 Executive puis pendant la Seconde Guerre mondiale pour des panneaux d'avion par la firme Globe Aircraft Company, qui avait succédé à Bennett Aircraft Company détentrice du procédé.
- Elle a également remplacé l'ivoire pour les boules de billard[4],[5]
- Elle a été utilisée pour fabriquer les lunettes de certaines montres (Rolex GMT-Master dite « Bakélite »[6] par exemple).
- Les plateaux des anciennes machines électrostatiques du type « wimshurst » sont en Bakélite.
- En raison de sa dureté et de sa durabilité, on a un temps pensé à utiliser la Bakélite pour faire des pièces d'un cent américaines durant la Seconde Guerre mondiale. Le cuivre était en effet rationné car il servait à la fabrication des douilles des munitions. Plusieurs de ces pièces ont été produites en 1942, mais l'acier a été utilisé en 1943. Puis, en 1944 et 1945, les douilles ont été recyclées.

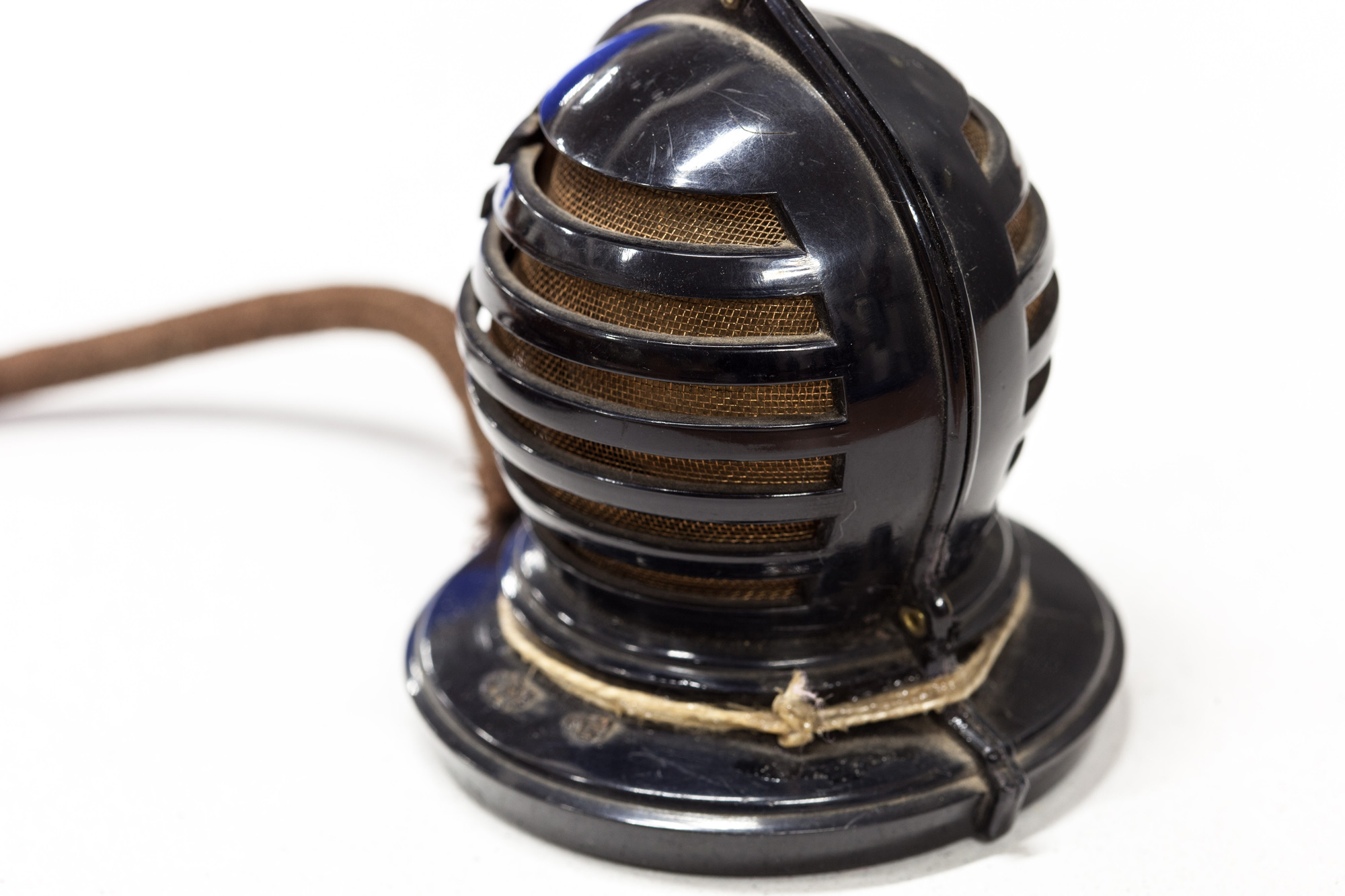
Microphone vers 1930.
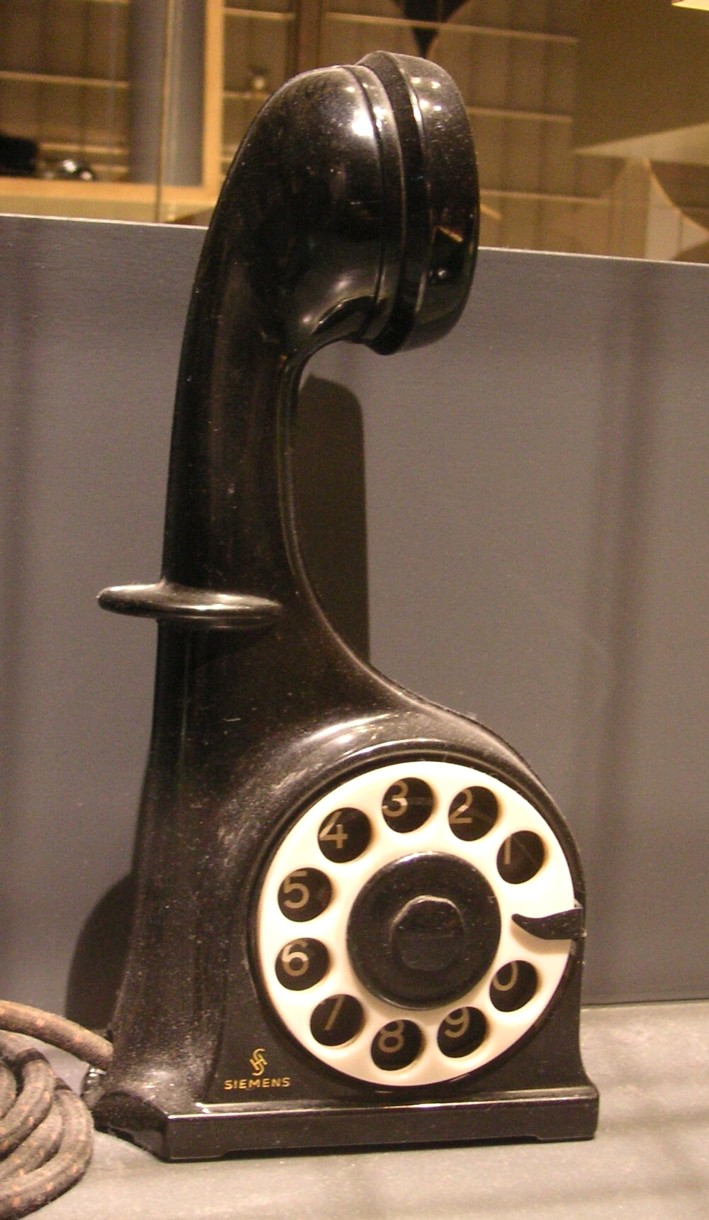
Téléphone-prototype « Hockender Hund » de Siemens.
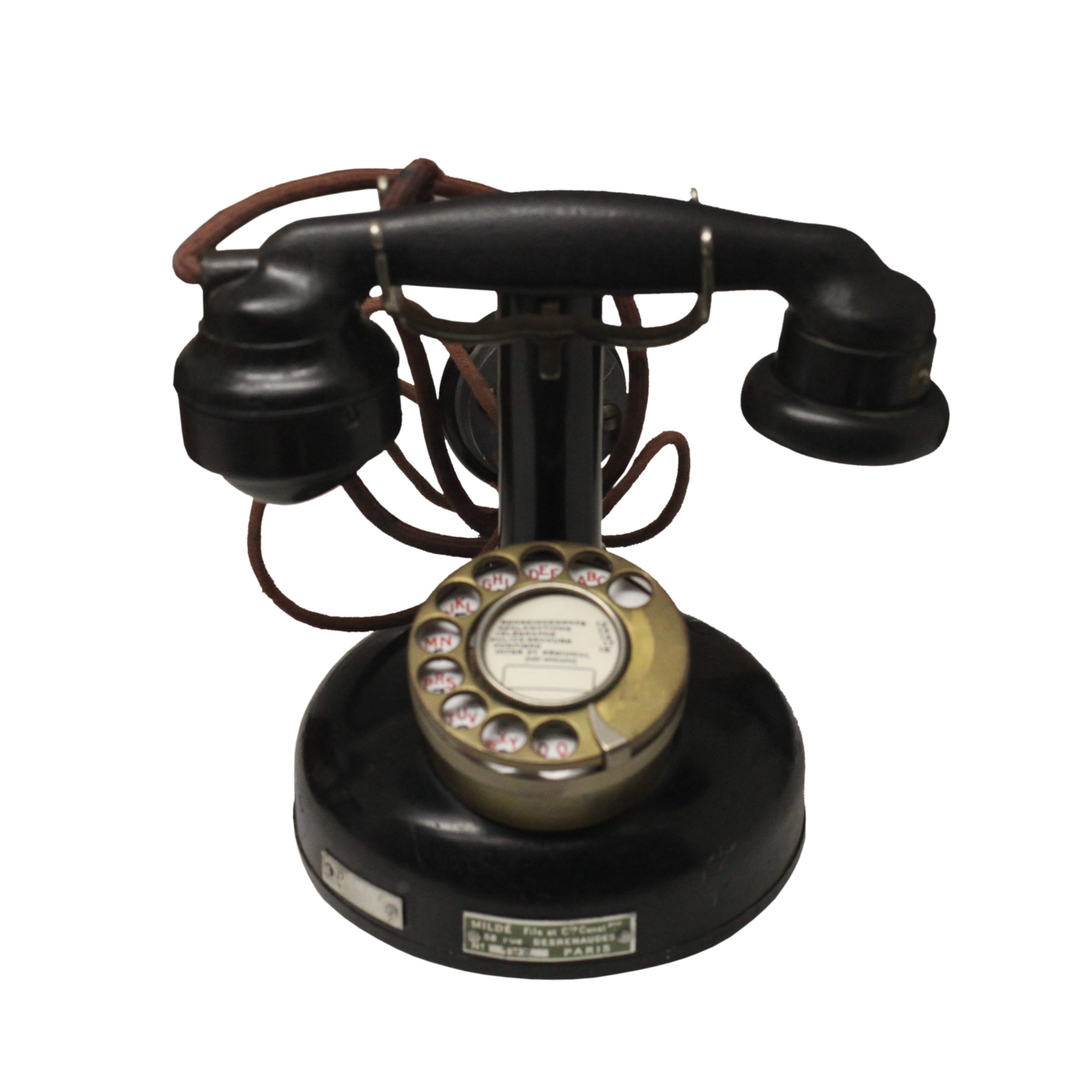
Téléphone « PTT24 », PTT 1942.
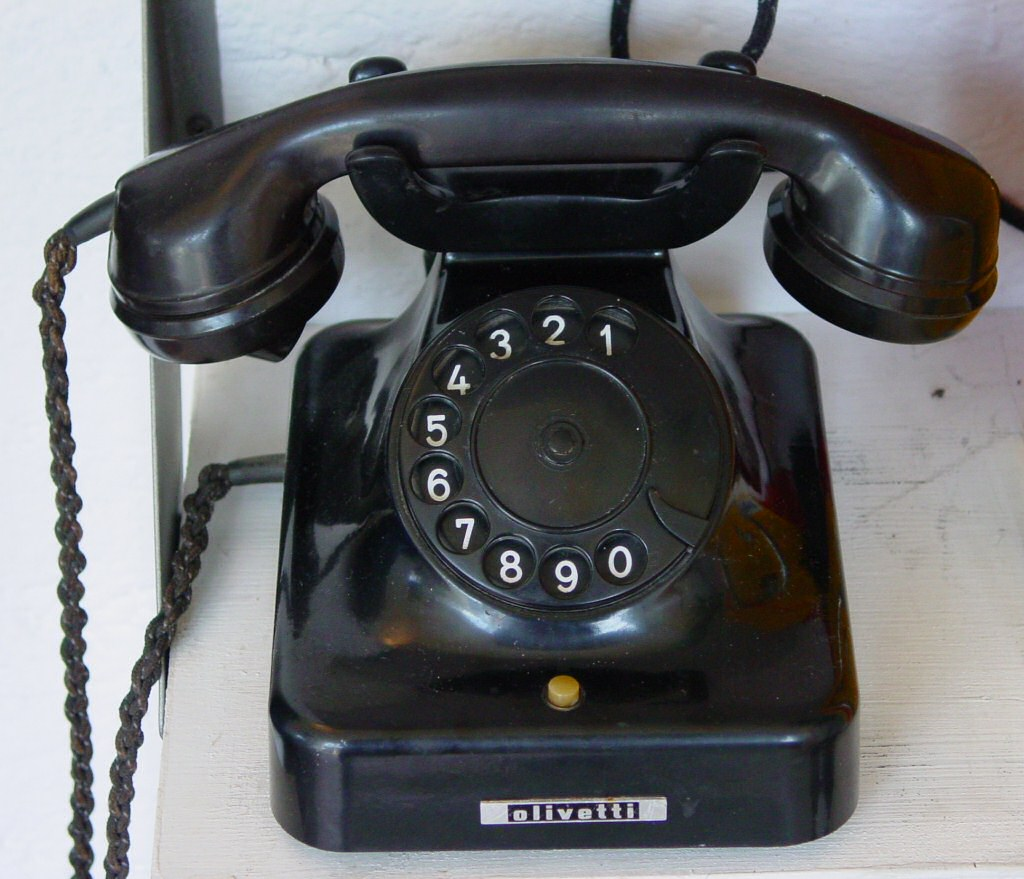
Téléphone Olivetti.

## Symbolique portée
- Symbolique sur le « ne fond ni ne brûle[7] » : des allusions et des utilisations de la Bakélite sont faites plusieurs fois dans l'anime Neon Genesis Evangelion.
- Serge Gainsbourg fait référence à la Bakélite dans sa chanson Sea, Sex and Sun : « Tes p'tits seins de Bakélite qui s'agitent ».